# Gliese 78
Gliese 78 is een hoofdreeksster van het type M3.5, gelegen in het sterrenbeeld Cetus op 56,00 lichtjaar van de Zon.